# 15e régiment de tirailleurs algériens
Le 15e régiment de tirailleurs algériens était un régiment d'infanterie appartenant à l'Armée d'Afrique qui dépendait de l'armée de terre française.

## Création et différentes dénominations
- novembre 1918 : création du 15e régiment de marche de tirailleurs algériens

## Historique des garnisons, combats et batailles

### Entre-deux-guerres
Le 15e régiment de marche de tirailleurs algériens, est constitué fin novembre 1918 avec un seul bataillon de tirailleurs. Il est l'amalgame des trois bataillons du 288e R.I. qui formèrent les deux autres bataillons du régiment, la situation qui dura jusqu'à la fin de décembre date à laquelle le 15e RMTA reçut un millier de recrues indigènes. Il fut alors composé, au début de 1920, de trois bataillons. Il est basé au Maroc devient régiment autonome.
En 1925 à la bataille de l'Ouergha le 3e bataillon contient les assauts rifains.

### Seconde Guerre mondiale

#### 1939
En 1939, avant la mobilisation le régiment est basé à Périgueux et Bergerac sous les ordres du colonel Buisson.

#### 1940
En avril 1940, la 3e DINA reçoit la mission de renforcer le sous-secteur de Mouzon (secteur fortifié de Montmédy) en remplacement de la 71e division d'infanterie. Il participe ainsi à la bataille de la Meuse en mai. Le 15 juin 1940, la division est capturée dans la région de Vaudémont. Le régiment se sacrifie sans le moindre profit, son courage suppléant à la carence du commandement.

## Drapeau du régiment
Il porte, cousues en lettres d'or dans ses plis, les inscriptions suivantes :
- Maroc 1919-1927-1932-1934

## Décorations
Sa cravate est décorée de la Croix de guerre 1939-1945 avec une palme (une citation à l'ordre de l'armée).

## Personnages célèbres ayant servi au15eRTA
- MESSAOUDI Mohamed (1909-1973), adjudant 1940, prisonnier de guerre, devenu maire de Takerboust (Algérie)

## Sources et bibliographie
- Anthony Clayton, Histoire de l'Armée française en Afrique 1830-1962, Albin Michel, 1994
- Robert Huré, L'Armée d'Afrique: 1830-1962, Charles-Lavauzelle, 1977